# Compersion
La compersion est le sentiment éprouvé lorsqu'on se réjouit du bonheur d'autrui (l'adjectif lié étant compersif).
Le terme compersion est employé dans les textes relatifs au polyamour pour désigner un état empathique de bonheur et de joie expérimentés lorsqu'une autre personne que soi vit ces sensations, en particulier pour décrire les sentiments positifs qu'une personne éprouve quand un amant connait une autre relation, par opposition à la jalousie. Le terme a été inventé au sein de la communauté Kerista (en) dans les années 1971-1991 à San Francisco,,.

## Vision polyamoureuse de la jalousie et de la compersion
Le concept du comportement compersif est répandu chez les polyamoureux.
Il est commun pour les gens de la communauté polyamoureuse de déclarer que la jalousie envahit le territoire des relations amoureuses ouvertes. En ce sens, la compersion a souvent été décrite comme « le contraire de la jalousie »,,.
Dans les relations amoureuses, les pensées et les sentiments de sécurité, de peur, et/ou d'anxiété quant à la perte anticipée d'un partenaire, de son attention, de son affection, ou bien encore du temps qu’il nous accorde, peut susciter à la fois de la compersion et de la jalousie comme réactions naturelles face à la complexité perçue des relations non monogames. Cette thèse apparaît couramment dans les essais qui traitent du polyamour, dont les plus populaires (en français) sont Aimer plusieurs hommes, La salope éthique, L'amour fissionnel, La déliaison amoureuse, Théorie du corps amoureux et Compersion (de Hypatia from Space).
À ce sujet, le journaliste d'investigation et éducateur à la sexualité Eric Francis a écrit sur son site Planet Waves qu'un individu peut chercher sa compersion dans la jalousie même : « Voir à l'intérieur d'un épisode de jalousie un noyau de feu de passion érotique. Cela peut vous surprendre de vous sentir aussi bien, et si vous y arrivez, vous pouvez être sûr que vous faites un pas droit dans la compersion. » Cela est toutefois à différencier de l'aspect candauliste, qui souligne uniquement une attirance ou une passion focalisées sur la sexualité.

## Définitions formelles
- PolyOz définit compersion comme « des sentiments positifs que l'on obtient quand un amant connaît une autre relation. Parfois appelé le revers ou le côté opposé à la jalousie ». Ils commentent également que la compersion peut coexister avec les sentiments de jalousie[7].
- The Polyamory Society définit compersion comme étant « le sentiment de prendre du plaisir dans la joie que d'autres que vous aimez partagent entre eux, surtout si ce plaisir est de savoir que vos bien-aimés expriment leur amour pour un-e autre »[2].
- The InnKeeper définit compersion comme « un sentiment de joie quand un proche s'investit et prend plaisir avec une autre relation amoureuse ou sexuelle... La compersion ne se réfère pas spécifiquement à la joie inhérente à l'activité sexuelle de leur partenaire, mais renvoie plutôt à la joie d'une relation avec un autre de ses partenaires romantiques et/ou sexuels. C'est analogue à la joie que ressentent les parents quand leurs enfants se marient, ou au bonheur ressenti entre les meilleurs amis quand ils trouvent un partenaire »[13].
- Du livre Opening Up, Serena Anderlini-D'Onofrio écrit que compersion est, en partie, « la capacité de transformer les sentiments négatifs de la jalousie en acceptation de, et la jouissance du fait d'autrui pour, la joie d'un amant » (p. 175).
- Psychologies dans son article de 2011 définit la compersion en ces termes : « Car le grand défi, c’est de dépasser la jalousie. Ici, on parle de « compersion » : être heureux du bonheur de l’autre, même si l’on n’en est pas responsable. »[14]

## Penseurs et penseuses de la compersion
- Marie-Isabelle Thouin Savard, chercheuse en psychologie de l’université du California Institute of Integral Studies[15]
- Vincent Cespedes, philosophe et auteur de Je t'aime. Une autre politique de l'amour (Flammarion, 2003).
- Françoise Simpère, journaliste et autrice du Guide des amours plurielles
- Christophe Gautier, sociologue spécialiste du couple à l'université Paris-Descartes
- Katherine Aumer, chercheuse en psychologie sociale de l’université d'Hawaï

## Dans la fiction
- Lutine, d’Isabelle Broué, 2016[16]